# Revolution von 1848/1849 in der Freien Stadt Frankfurt

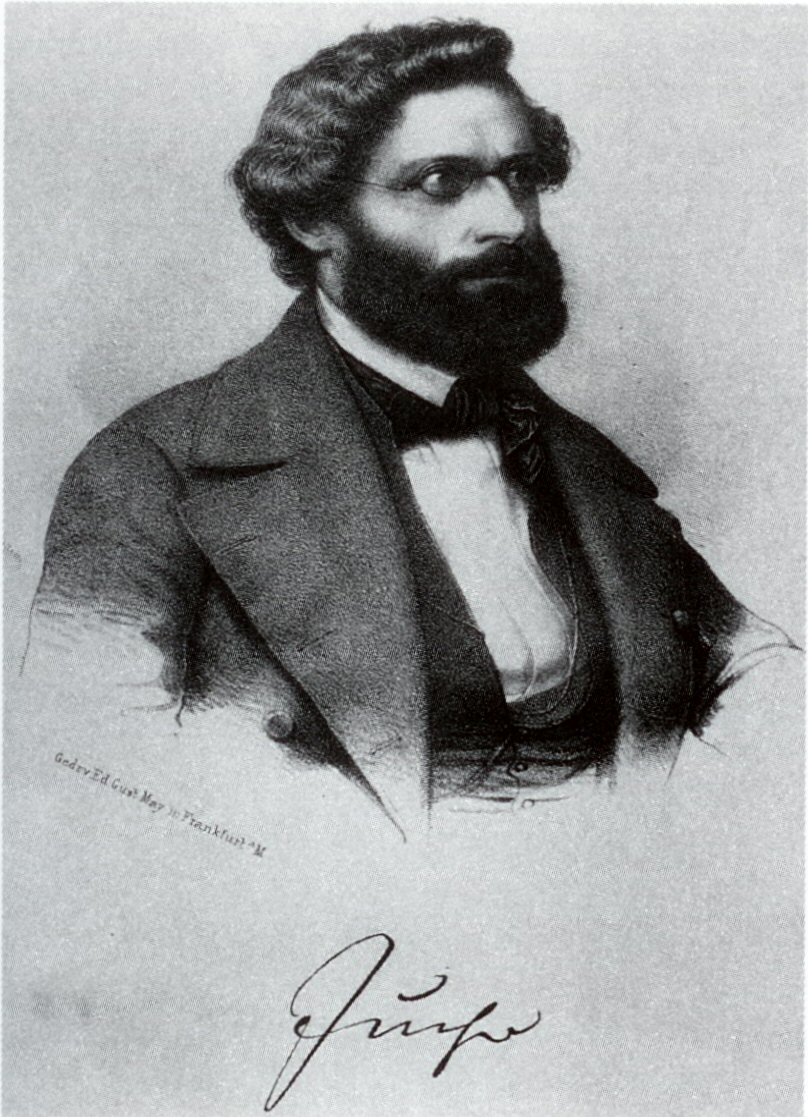
Friedrich Siegmund Jucho

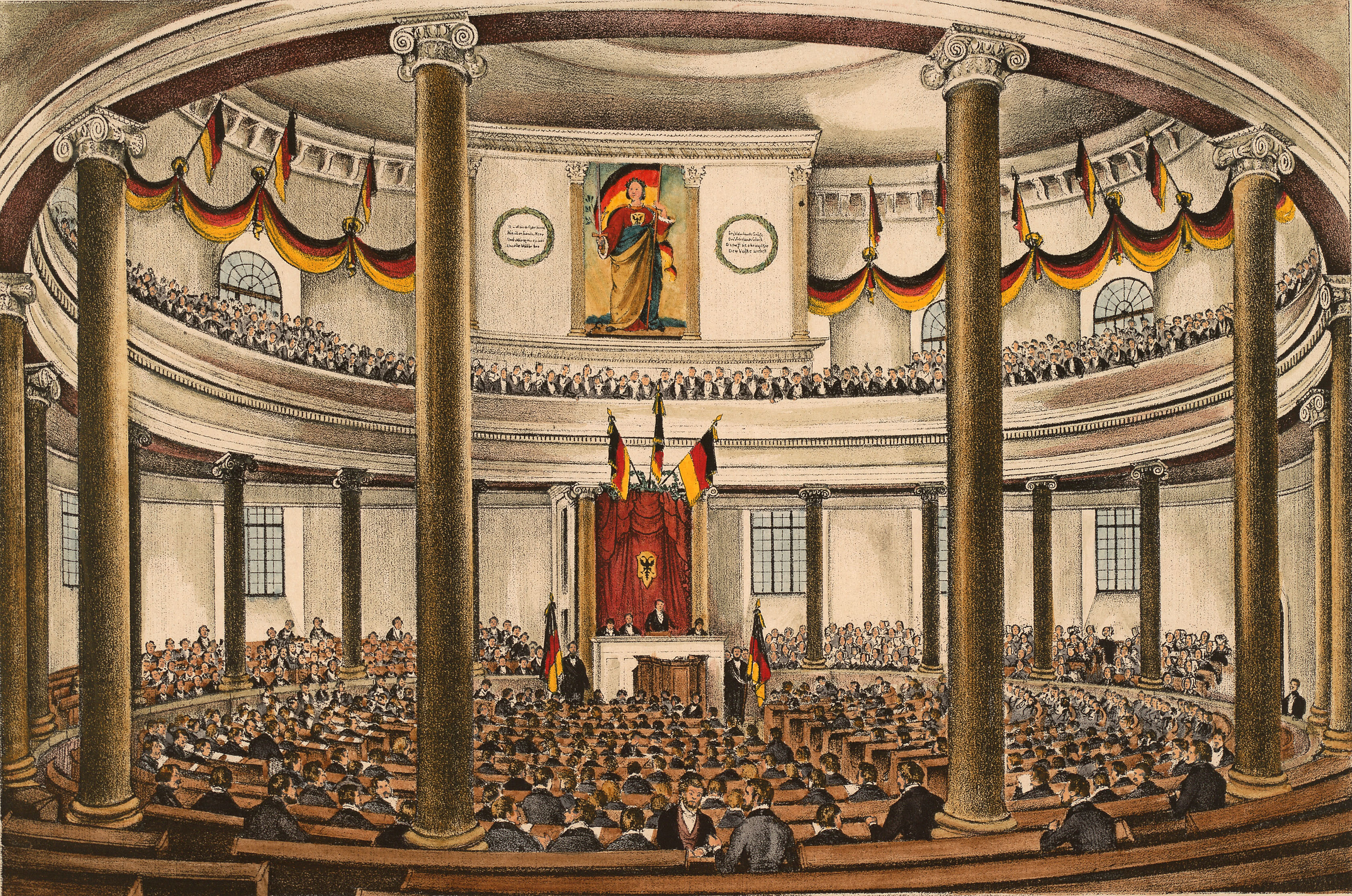
Die Nationalversammlung in der Paulskirche

Die Revolution von 1848/1849 in der Freien Stadt Frankfurt zeichnete sich durch die Besonderheiten aus, dass die Stadt mit der Konstitutionsergänzungsakte bereits seit 1816 eine im Vergleich recht demokratische Verfassung hatte und dass sie Sitz des Vorparlaments und der deutschen Nationalversammlung war.

## Märzrevolution in Frankfurt

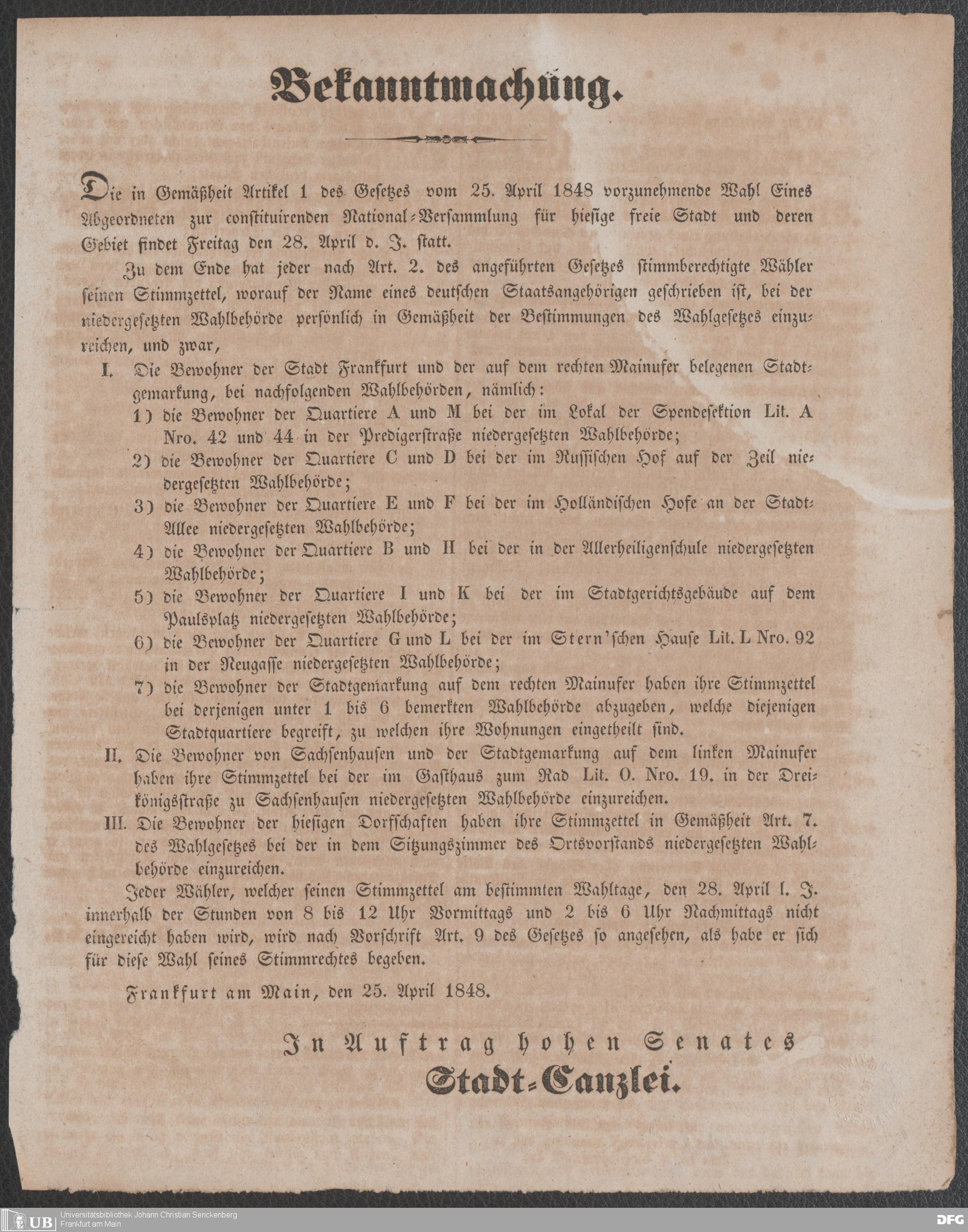
Wahlbekanntmachung zur Wahl zur Nationalversammlung in Frankfurt

Am 3. März 1848 kam es zu einer Volksversammlung an der damaligen Reitbahn, an der 2000 Menschen teilnahmen. Es wurden Märzforderungen beschlossen, die sich an denen der Mannheimer Volksversammlung vom 27. Februar orientierten. Diese Petition sollte am 4. März dem Senat übergeben werden. Diese Übergabe war von Krawallen begleitet, die jedoch keine Wirkung zeigten. Am Folgetag erteilte der Senat der Freien Stadt Frankfurt den Forderungen seine Zustimmung. Lediglich in Bezug auf die Gleichstellung der Juden mit den christlichen Staatsangehörigen verwies der Senat auf die Notwendigkeit der Umsetzung im verfassungsmäßigen Gesetzgebungsverfahren.
Zu einem Umsturz oder einem Regierungswechsel hin zu einer Märzregierung kam es in Frankfurt nicht. Die Konservativen in der Stadt hatten daran naturgemäß kein Interesse, die Liberalen sahen die Notwendigkeit, die Durchführung von Vorparlament und Nationalversammlung zu organisieren und sahen, dass ein Umsturz oder gar ein Machtvakuum der Sache nicht dienlich war.
Am 4. März wurde die vollständige Pressefreiheit, am 27. März 1848 die Vereinigungsfreiheit in Frankfurt eingeführt. Senat und gesetzgebende Versammlung beschlossen eine Reihe von Reformen, darunter die Zehntablösung und die Milderung von Militärstrafen.
Die Freie Stadt Frankfurt schickte 12 Vertreter in das Vorparlament, darunter die Ratsherren Samuel Gottlieb Müller und Eduard Souchay, die Ärzte Heinrich Hoffmann, Johann Michael Mappes und Georg Varrentrapp, den Historiker Georg Ludwig Kriegk und die Juristen Friedrich Siegmund Jucho und Maximilian Reinganum. Die Stadt ließ in aller Eile die Paulskirche als Versammlungsort des Parlaments herrichten. Bei der Vorbereitung der Unterbringung der Mitglieder des Paulskirchenparlamentes stellten auch viele Privatpersonen Unterkünfte zur Verfügung.
Für den Wahlkreis der Stadt Frankfurt wurde der linksliberale Jucho gewählt. Er setzte sich am 28. April mit 6650 zu 1404 Stimmen gegen Reinganum durch.

## Verfassungsdiskussion

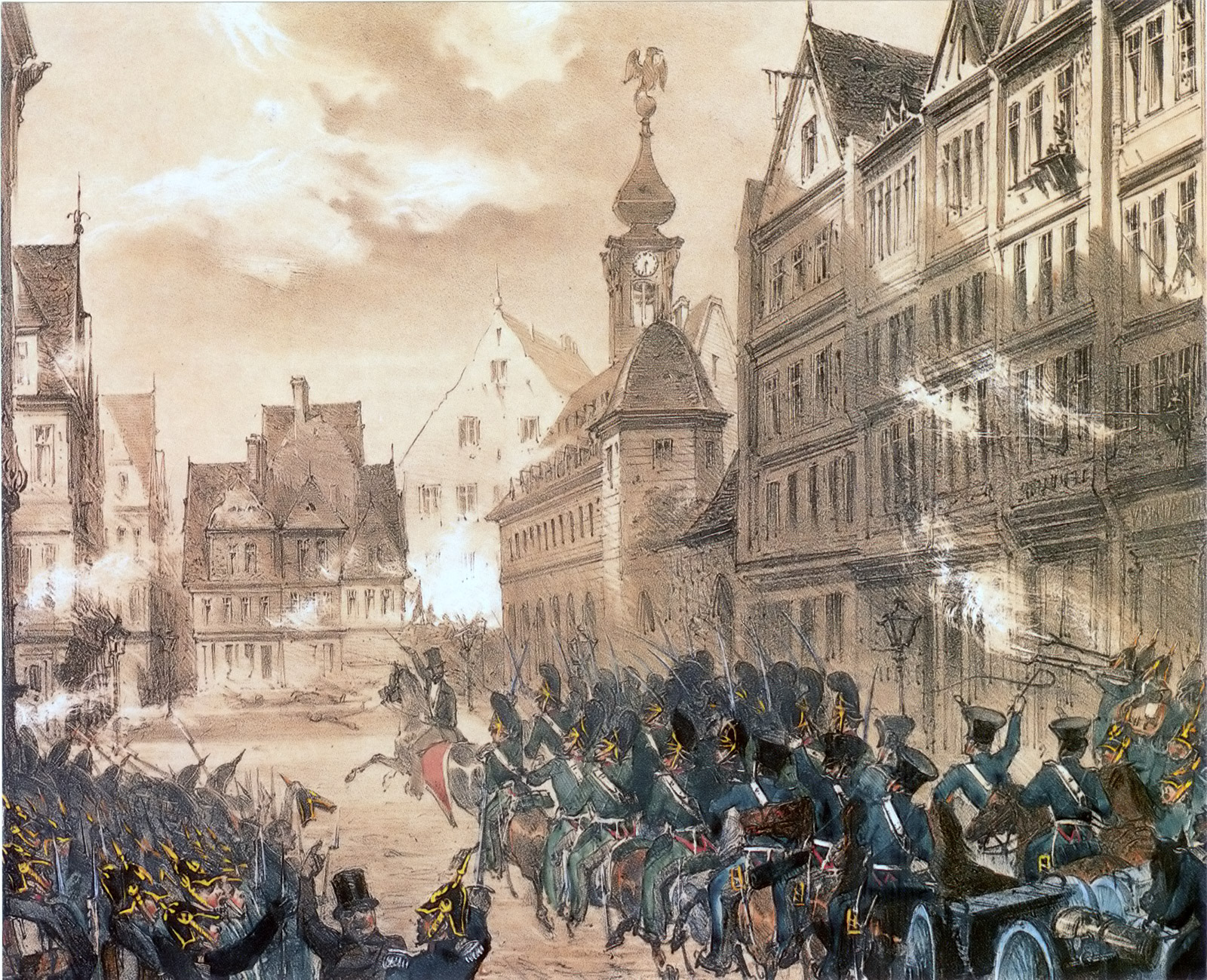
Barrikadenkämpfe am 18. September 1848

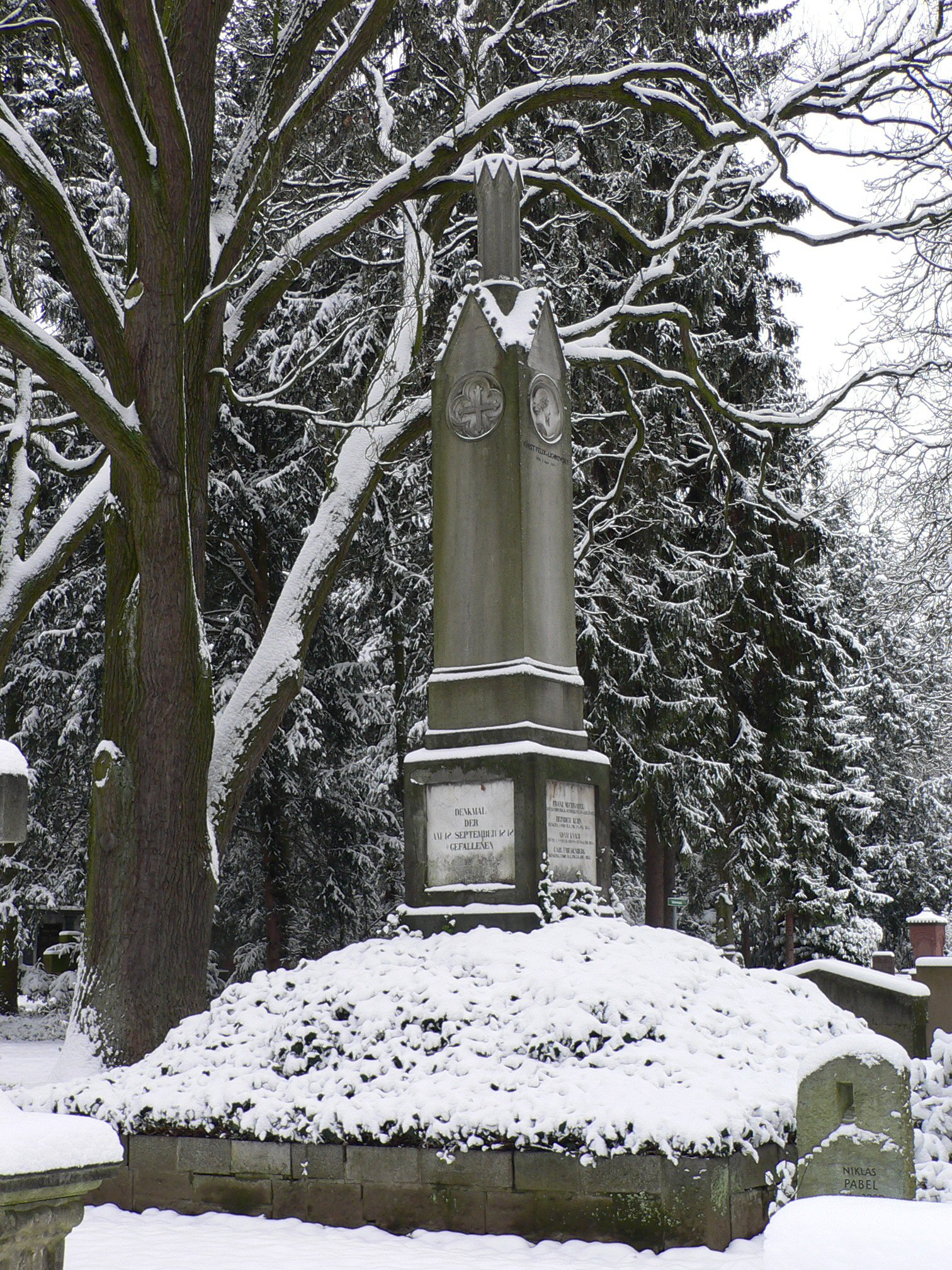
Denkmal für die Gefallenen des 18. September 1848

Am 29. März schlug der Senat der gesetzgebenden Versammlung vor, eine Kommission zur Begutachtung einer Verfassungsrevision zu bilden. Die Linksliberalen, die sich im „Montagskränzchen“ organisiert hatten, forderten stattdessen einen gewählten Verfassungsrat. Auch die vom Montagskränzchen organisierte Volksversammlung in der Katharinenkirche am 3. Mai 1848 sprach sich für solch eine gewählte Verfassungsversammlung aus.
Der Senat lehnte dies zunächst ab. Als Kompromiss zwischen Senat und gesetzgebender Versammlung wurde dann jedoch beschlossen, am 24. August 1848 einen Verfassungsausschuss wählen zu lassen, dem 25 Frankfurter Bürger und 5 Abgeordnete der Frankfurter Landgemeinden angehören sollten. Wahlberechtigt waren Bürger und Landbewohner, nicht aber Juden und Beisassen, was zu Protesten führte. Zu dieser Wahl legten das Montagskränzchen und der von Heinrich Hoffmann mitbegründete Bürgerverein eine gemeinsame Wahlliste vor. Diese Kandidaten konnten 29 der 30 Sitze gewinnen (nur Eduard Franz Souchay setzte sich als Unabhängiger durch).
Am 18. September brach nach der Genehmigung des Friedens von Malmö der Septemberaufstand los. Dieser hatte mit der Frankfurter Politik nichts zu tun, führte aber zu einer massiven Beeinträchtigung der Stadtpolitik: Die Versuche der Vorsitzenden des Montagskränzchens, Reinganum und Behagel, die Volksversammlung auf der Pfingstweide am 17. September zur Mäßigung aufzurufen, waren nicht erfolgreich. Die Frankfurter Linientruppen standen noch in Schleswig-Holstein, der Senat war handlungsunfähig. Aufständische rissen an vierzig Stellen der Stadt das Straßenpflaster auf und errichteten Barrikaden. Die preußischen Abgeordneten Felix von Lichnowsky und Hans von Auerswald wurden auf offener Straße ermordet. Die Reichsregierung verhängte daraufhin den Belagerungszustand über die Stadt und rief fremde Truppen aus Mainz, Darmstadt und Friedberg herbei, das die Ordnung gewaltsam wiederherstellte. Bei den Barrikadenkämpfen des 18. September fielen 30 Aufständische und 12 Soldaten.
Nach den Septemberunruhen blieb in der Stadt eine Besatzungstruppe der großen Territorialstaaten Preußen, Österreich und Bayern. Die traditionsreiche Bürgerwehr wurde aufgelöst, ihre Waffen mussten sie abliefern. Unter dem Eindruck des Aufstandes und der Besatzung wählte Frankfurt am 25. Oktober 1848 seine konstituierende Versammlung. 100 Abgeordnete wurden hierzu in der Stadt, 20 in den Landgemeinden gewählt. Das Montagskränzchen organisierte die linksliberalen, der Bürgerverein die konservativ-liberalen Kräfte.
Die Konstituante vom 5. November 1848 erarbeitete unter dem Vorsitz von Friedrich Kugler bis März/April 1849 eine neue Verfassung, die sich an der „Constitution de la République et Canton de Genève“ vom 24. Mai 1847 orientierte. Im Mai 1849 wurde Nicolaus Hadermann Präsident der Konstituante. Nach vielen Änderungen wurde die Verfassung im Dezember 1849 in der Versammlung angenommen.
Die Zeit hatte sich jedoch inzwischen geändert. Der Sieg der Reaktion zeichnete sich ab. Der Hauptkonflikt in der Politik der Stadt war nun die Frage einer Orientierung an Österreich oder Preußen (der „patriotische Verein“ der Preußenfreunde hatte Ende Juli 1849 schon 2500 Mitglieder gewonnen).
Gegen die neue Verfassung richtete sich Ende Dezember 1849 eine Massenpetitionsbewegung. Ende des Jahres trat die Minderheit geschlossen aus der konstituierenden Versammlung zurück. Der Senat nahm dies zum Anlass, die Beratung der Kammer zu beenden. Am 3. Januar 1850 erhielten Präsident Hadermann und die verbliebenen Abgeordneten keinen Zugang zum Haus Limpurg. Die Verfassung wurde nie der Bürgerschaft zur Abstimmung vorgelegt. Stattdessen schrieb der Senat reguläre Wahlen nach der alten Verfassung für die Gesetzgebende Versammlung aus, die am 21. Januar 1850 zusammentrat. Die konstituierende Versammlung löste sich daraufhin selbst auf.